# Betawi (langue)
Cet article concerne la langue betawi. Pour la population betawi, voir Betawi.
Le betawi (ou malais de Jakarta ou batavien) est une langue austronésienne parlée en Indonésie, à Jakarta et dans ses environs, dans l'île  de Java. La langue appartient à la branche malayo-polynésienne des langues austronésiennes.

## Situation sociolinguistique
Le betawi est à l'origine parlé par la population du même nom, originaire de Jakarta. Son nom est emprunté à l'ancien nom néerlandais de la ville, Batavia.
Jakarta attire de nombreux migrants, notamment des Minangkabau, des Soundanais et des Javanais. Ces populations utilisent souvent le betawi comme langue seconde. La ville étant la capitale du pays, le betawi est en contact avec l'indonésien. Une situation proche de la diglossie. 

## Classification
Le betawi est une variété du malais (dont la langue indonésienne est très proche au point de partager un assez large vocabulaire et une assez bonne intercompréhension même s'il existe des différences lexicales notables, une phonologie un peu différente et des constructions spécifiques d'usage courant, notamment par des imports créolisants issus du néerlandais, la langue administrative dans l'ancienne colonie, mais aussi du chinois et d'autres langues apportées par les nombreux migrants venus de pays voisins dans cette grande métropole qu'est la capitale indonésienne).
Comme le malais et l'indonésien standards (dont il existe de nombreuses variétés dialectales plus ou moins créolisées entre elles et avec d'autres langues en contact), le betawi fait partie des langues malaisiennes qui sont un des sous-groupes du malayo-polynésien occidental.
Les linguistes ont donc longtemps considéré le betawi comme un dialecte, puis un créole, mais reconnaissent aujourd'hui le betawi comme une langue autonome qui s'est développée à part en coexistence avec les deux grandes langues standards.
Autrefois considéré comme un dialecte impropre, parfois dénigré (notamment peu après la décolonisation récente du pays), le betawi s'est malgré tout imposé comme une langue autonome avec sa culture aujourd'hui bien vivante dans la culture du pays, qui n'est plus seulement parlée par les anciennes populations immigrées d'origine malaise, ni par les fonctionnaires de l'ancienne administration coloniale où étaient employés des migrants malais. En parvenant à s'imposer comme une lingua franca locale persistante et utile, réunissant des populations d'origines différentes, il coexiste à côté de la langue indonésienne standard qui se développe (comme le font les grandes langues nationales et officielles de nombreux pays) comme une langue chapeau qui voudrait assimiler et normaliser les nombreuses variétés linguistiques régionales mais sans tenir compte de certaines constructions encore jugées impropres alors qu'elles assimilent aussi un lexique international important.
Le betawi résiste donc encore par l'assimilation de plusieurs langues non intégrées de la même façon dans les standardisations concurrentes de l'indonésien et du malais (dont des langues très minoritaires de l'Indonésie apportée par des populations qui se sont déplacées vers la capitale mais surtout l'effet à long terme des termes apportés par la colonisation et les évolutions sociales, techniques, administratives et religieuses), et des constructions plus systématiques propre à l'usage dans cette grande ville, qui l'ont éloigné d'un simple créole beaucoup moins normatif, mais aussi en adaptant différemment les imports lexicaux modernes (notamment technologiques).
Toutefois; contrairement à l'indonésien standard, le betawi ne bénéficie pas du même soutien pour le normaliser et le développer, et les évolutions du betawi vers l'indonésien sont plus sensibles et plus rapides que celle de l'indonésien standard vers ses langues régionales voisines. Sa résistance est due avant tout au contexte social et culturel assez ouvert aux multiples cultures dans la capitale (où la langue nationale ne présente pas de danger réel de perte d'usage tant son implantation est solide dans les médias, le secteur culturel public ou privé, l'éducation, l'administration et le commerce) mais aussi par le maintien d'un flot persistant de nouvelles populations migrantes et très actives, d'origine malaise, chinoise ou d'autres pays du sud-est asiatique, qui entretiennent, innovent et aident à régulariser le substrat initial du betawi (et notamment sa phonologie propre).

## Phonologie
Les tableaux présentent la phonologie du betawi.

### Voyelles
|         | Antérieure  | Centrale | Postérieure |
| ------- | ----------- | -------- | ----------- |
| Fermée  | i [i] ɪ [ɪ] |          | ʊ [ʊ] u [u] |
| Moyenne | e [e]       | ə [ə]    | o [o]       |
| Ouverte | ɛ [ɛ]       | a [a]    | ɔ [ɔ]       |

Par rapport au malais standard, on note l'enrichissement des voyelles ouvertes /ɛ/ et /ɔ/ (au détriment des diphtongues /ai, au, oi/) notamment dans le lexique d'origine néerlandaise (également celui d’origine chinoise pour préserver certaines distinctions tonales; nettement moins marquées en malais), tout en préservant une certaine harmonie vocalique avec les voyelles fermées dans les mots bisyllabiques. Par cet effet, le /ə/ est renforcé en betawi et n'est plus un simple schwa muet comme en malais standard. L’harmonie vocalique du betawi est donc nettement renforcée.

### Consonnes
|              |              | Bilabiales | Alvéolaires | Dorsales | Dorsales | Glottales |
| ------------ | ------------ | ---------- | ----------- | -------- | -------- | --------- |
| Palatales    | Vélaires     | Bilabiales | Alvéolaires |          |          | Glottales |
| Occlusives   | Sourde       | p [p]      | t [t]       |          | k [k]    | ʔ [ʔ]     |
| Occlusives   | Sonore       | b [b]      | d [d]       |          | g [g]    |           |
| Fricative    | Fricative    | f [f]      | s [s]       |          |          | h [h]     |
| Affriquée    | Sourde       |            |             | c [t͡ʃ]   |          |           |
| Affriquée    | Sonore       |            |             | j [d͡ʒ]   |          |           |
| Nasale       | Nasale       | m [m]      | n [n]       | ñ [ɲ]    | ng [ŋ]   |           |
| liquide      | liquide      |            | l [l]       |          |          |           |
| roulée       | roulée       |            | r [r]       |          |          |           |
| Semi-voyelle | Semi-voyelle | w [w]      |             | y [j]    |          |           |

Par rapport au malais standard, on note la simplification des fricatives :
- l’évolution est forte de leur version voisée vers leur version sourde (de /v/ vers /f/ et de /z/ vers /s/), parfois aussi vers l'occlusion comme en malais standard (de /v, f/ vers /p/ ou de /kh/ vers /k/) ;
- ainsi que des fricatives voisées (vélaires et palatales) vers des affriquées très marquées sous l'influence de l’indonésien (de /ʃ/ vers /tʃ/), voire ensuite labialisées comme en malais standard pour les palatales (de/tʃ/ vers /tj/).

Loin d'être un simple accent régional, cela influence nettement les évolutions lexicales et autorise également des emprunts plus aisés avec d’autres langues.
En revanche les emprunts phonologiques de l'arabe sont nettement moins présents qu'en malais standard malgré l’importance de la religion musulmane dans la société indonésienne.

### Articles  connexes
- Linguistique
  - Liste de langues
    - Langues par famille
      - Langues austronésiennes
        - Langues malayo-polynésiennes
          - Langues malayo-polynésiennes occidentales
            - Langues malayo-sumbawiennes
              - Langues malaïques
                - Malais

    - Langues par zone géographique
      - Langues en Indonésie